# Liste der Monuments historiques in Ognéville
Die Liste der Monuments historiques in Ognéville führt die Monuments historiques in der französischen Gemeinde Ognéville auf.

## Liste der Objekte
| Bezeichnung                                  | Beschreibung                                        | Standort                       | Kennzeichnung | Schutzstatus | Datum | Bild |
| -------------------------------------------- | --------------------------------------------------- | ------------------------------ | ------------- | ------------ | ----- | ---- |
| Skulptur Mondsichelmadonna                   | Holz, farbig gefasst und vergoldet, 15. Jahrhundert | in der Kirche St-Blaise (Lage) | PM54001764    | Classé       | 2012  |      |
| Zwei Glasbilder: Petrus und Heiliger Blasius | Ende des 19. Jahrhunderts                           | in der Kirche St-Blaise (Lage) | PM54001763    | Inscrit      | 1997  |      |